# Cantone di Boulogne-Billancourt-Nord-Est
Il Cantone di Boulogne-Billancourt-Nord-Est era una divisione amministrativa dell'Arrondissement di Boulogne-Billancourt.
A seguito della riforma approvata con decreto del 26 febbraio 2014, che ha avuto attuazione dopo le elezioni dipartimentali del 2015, è stato soppresso.

## Composizione
Comprendeva solo parte della città di Boulogne-Billancourt.